# サボテン (ポルノグラフィティの曲)
「サボテン」は、ポルノグラフィティの楽曲。2000年12月6日に SME Recordsより5作目のシングルとしてリリースされた。

## 概要
前作『サウダージ』から3か月ぶりのリリース。
メンバー作曲およびノンタイアップの楽曲がシングルとなるのは本作が初めてである。
表題曲「サボテン」のCD化により、インディーズ時代の代表的な楽曲はほとんどがCDとして世の中に出たことになった。「サボテン」を含め、インディーズ時代の数多くの楽曲の作曲を手掛けてきたTamaは「（本作のリリースによって）"よし次は何作ろうか"っていう気持ちがより一層強くなった」「"今までのポルノグラフィティ、さようなら"みたいな」と語っており、本作の印象については「等身大の1枚」とのこと。
ジャケットのテーマは「雨の日に何かを告げに来て、小窓から覗いた顔」で、雨に濡れた岡野昭仁の写真が使用されている。また、歌詞カード内の各メンバーの写真もこのテーマに沿ったものになっている。
前作『サウダージ』に続いてオリコン週間シングルランキング1位を獲得。『サウダージ』と同時トップ10入り、初登場から9週連続（合算週含む）トップ10入りを記録している。

## 収録曲
| 全作詞: ハルイチ、全編曲: ak.homma。 |                         |           |          |      |
| #                                    | タイトル                | 作詞      | 作曲     | 時間 |
| 1.                                   | 「サボテン」            | ハルイチ  | シラタマ | 4:58 |
| 2.                                   | 「ダイアリー 00/08/28」 | ハルイチ  | シラタマ | 4:29 |
| 3.                                   | 「いつか会えたら」      | ハルイチ  | ハルイチ | 3:23 |
| 4.                                   | 「サボテン Sonority」   | ハルイチ  | シラタマ | 4:52 |
| 合計時間:                            | 合計時間:               | 合計時間: | 17:42    |      |

## 楽曲解説
1. サボテン
  - 大阪でインディーズ活動を行っていた1996年頃に「小さな鉢のサボテン」として制作された楽曲で、インディーズ時代の代表曲の一つ[3]。
  - 岡野が「インディーズ時代から大切にしとった曲で、今までとこれからを繋ぐ曲になったと思う[注釈 4]」と語るように、メンバーやスタッフの間で愛され、大事にされていた楽曲[3][5]。他のインディーズ時代の楽曲と共に1stアルバム『ロマンチスト・エゴイスト』の収録曲候補でもあったが、「みんなが聴いてくれる一番良い時期に出そう」と温められ、「ミュージック・アワー」「サウダージ」の大ヒット後のリリースとなった[3][5]。
  - 前述のとおり、制作当初のタイトルは「小さな鉢のサボテン」で、アレンジは必要最低限の楽器によるシンプルなものであった[5]。1999年にはリアレンジした「小さな鉢のサボテン[注釈 5]」をレコーディングしており、『1stライヴサーキット "Tour 08452 〜Welcome to my heart〜"』ではこのバージョンが披露されていた[5]。その後、より歌を聴かせる作りにリアレンジしたバージョン（本作4曲目「サボテン Sonority」）のオケ録りを行い[注釈 6]、このバージョンをさらにアレンジし直したのが本楽曲「サボテン」である[5]。
  - 歌詞も「小さな鉢のサボテン」では、サボテンが"雨の日に通りかかった花屋さんで売られているもの"として用いられていたが、現行の「サボテン」では"ふたりの象徴"として表現されている[5]。
  - 作曲を手掛けたTamaは制作当時を振り返り、「歌としてしっかりした曲を作りたかった[3]」「よくシンガーソングライターの人が書く"染みる曲"のようなものを一曲作りたいなと思って[5]」と語っており、脱退後には自身のライヴで「サボテン 〜X'mas ver.〜」としてトランペットをフィーチャリングするアレンジを披露している。
2. ダイアリー 00/08/26
  - タイトルの通り、2000年8月26日の心情を綴った楽曲[3]。
  - 新藤は「日付を入れることが重要だった」「これを詞と呼べるかわからないから『ダイアリー』って題名にした」と語っている[3]。
  - 「アポロ」から「サボテン」までのMVのメイキング映像で構成されたMVが『Porno Graffitti Visual Works OPENING LAP』に収録されている[6]。
  - 25thシングル『ギフト』には本楽曲の続編となる「ダイアリー 08/06/09」が収録されている[7]。
  - 50thシングル『VS』収録の「一雫」では大サビで本楽曲の歌詞を引用しており[注釈 7]、新藤は「タイトルを『ダイアリー～』にすればよかったなってあとから思ったけど、もう変えられなかった」と語っている[9]。
3. いつか会えたら
  - 初めて新藤が作詞・作曲の両方を手掛けた楽曲[5]。
  - 新藤は「マーチンのギターを買ったので、それで録りたくて作りました」と語っている[5]。
4. サボテン Sonority
  - 前述のとおり、「サボテン」のアレンジ違い[注釈 8]にあたる楽曲で、歌詞は主に過去形になっている。

## Additional Musicians
1. サボテン
  - Synthesist: 飯田高広
  - E.Guitar Sound Designer: 遠藤太郎
  - All Other Instruments: 本間昭光
2. ダイアリー 00/08/26
  - 不明
3. いつか会えたら
  - 不明
4. サボテン Sonority
  - 不明

## 収録作品
| # | タイトル            | 収録作品 |
| - | ------------------- | --- |
| 1 | サボテン            | - アルバム - 2ndアルバム『foo?』 - ベストアルバム『PORNO GRAFFITTI BEST BLUE'S』 - ベストアルバム『PORNOGRAFFITTI 15th Anniversary "ALL TIME SINGLES"』 - ベストアルバム『ポルノグラフィティ全書 〜ALL TIME SINGLES〜』 - ミュージックビデオ - ビデオクリップ集『Porno Graffitti Visual Works OPENING LAP』 - ビデオクリップ集『COMPLETE CLIPS 1999-2008』 - ビデオクリップ集『OPENING LAP』 - ライヴ映像 - ライヴ映像作品『"ロイヤル ストレート フラッシュ" LIVE IN YOYOGI DAIICHI TAIIKUKAN 2009』 - ライヴ映像作品『幕張ロマンスポルノ'11 〜DAYS OF WONDER〜』 - ライヴ映像作品『13thライヴサーキット "ラヴ・E・メール・フロム・1999" Live in MARINE MESSE FUKUOKA』 - ライヴ映像作品『PORNOGRAFFITTI 色情塗鴉 Special Live in Taiwan』 - ライヴ映像作品『ポルノグラフィティ20th Anniversary Special Live Box』 - ライヴ音源 - 11thアルバム『BUTTERFLY EFFECT』 - ライヴアルバム『"NIPPONロマンスポルノ'19〜神vs神〜" DAY2 (LIVE)』 - ライヴ映像作品『18thライヴサーキット "暁" Live at NIPPON BUDOKAN 2023』 |
| 2 | ダイアリー 00/08/26 | - ミュージックビデオ - ビデオクリップ集『Porno Graffitti Visual Works OPENING LAP』 - ビデオクリップ集『COMPLETE CLIPS 1999-2008』 - ビデオクリップ集『COMPLETE CLIPS 1999-2008#OPENING LAP\|OPENING LAP』 - ライヴ映像 - ライヴ映像作品『"ロイヤル ストレート フラッシュ" LIVE IN YOYOGI DAIICHI TAIIKUKAN 2009』 - ライヴ映像作品『横浜ロマンスポルノ'16 〜THE WAY〜 Live in YOKOHAMA STADIUM』 |
| 3 | いつか会えたら      | - 作品未収録 |
| 4 | サボテン Sonority   | - 作品未収録 |